# Showtime (Ry Cooder)
Showtime è il sesto album di Ry Cooder è stato registrato dal vivo a San Francisco al The Great American Music Hall il 14 e 15 dicembre del 1976 ed è stato pubblicato nel 1977.

## Tracce
1. School is out (Andrson - Barge) – 2:37
2. Alimony (B. L. Jones - W. Young - R. Higginbotham) – 4:44
3. Jesus on the mainline (Tradizionale) – 6:01
4. The dark end of the street (Chips - Moman - Dan penn) – 6:43
5. Viva Sequin (Do Re MI Woddy Guthrie) (Santiago Jimenez) – 5:24
6. Volver volver (R. Maldonato)– 4:49
7. How can a poor man stand such times and live (Alfred Rest) – 6:40
8. Smack dab in the Middle (Chuck Calhoun) – 3:18

## Formazione
- Flaco Jiménez – fisarmonica
- Isaac Garcia - batteria
- Henry Ojeda – basso
- Jesse Ponce - bajo sexto
- Frank Villareal - sax alto
- Ry Cooder – chitarre, bottleneck, voce
- Terry Evans – voce
- Eldrige King - voce
- Bobby King - voce

## Formazione nel brano "School is out"
- Flaco Jiménez – fisarmonica
- Isaac Garcia - batteria
- Henry Ojeda – basso
- Jesse Ponce - bajo sexto
- Pat Rizzo - sax alto
- Milt Holland – percussioni
- Ry Cooder – chitarra elettrica, voce
- Terry Evans – voce
- Eldrige King - voce
- Bobby King - voce